# Nat King Cole
Nat King Cole, nome artístico de Nathaniel Adams Coles (Montgomery, 17 de março de 1919 — Santa Mônica, 15 de fevereiro de 1965), foi um cantor e pianista de jazz norte-americano, pai da cantora Natalie Cole. O apelido de "King Cole" veio de uma popular cantiga de roda inglesa conhecida como Old King Cole.
Sua voz marcante imortalizou várias canções, como: "Mona Lisa", "Stardust", "Unforgettable", "Nature Boy", "Christmas Song", "Quizás, Quizás, Quizás", entre outras, algumas das quais nas línguas espanhola e portuguesa.
Suas músicas românticas tinham um toque especial junto a sua voz associada ao piano, tornando-o assim um artista de grande sucesso. A então revolucionária formação de piano, guitarra e baixo ao tempo das Big bands tornou-se popular para trios de jazz.
Nat King Cole aprendeu a tocar piano na igreja onde seu pai era pastor. Desde criança ele esteve ligado à música, tocando junto ao coral da mesma igreja. Cole lutou contra o racismo durante toda a sua vida, sempre recusando-se a cantar em plateias com segregação racial.
Por ter um hábito de fumar diariamente três maços de cigarro, o cantor morreu vítima de câncer pulmonar. Encontra-se sepultado no Forest Lawn Memorial Park (Glendale), Glendale, Los Angeles, nos Estados Unidos. Um de seus últimos trabalhos foi no filme Cat Ballou, no qual canta a balada da personagem título, interpretada por Jane Fonda.

## Biografia

### Início de vida
Seu pai, Edward Coles, era açougueiro e diácono da Igreja Batista. Sua família mudou-se para Chicago quando Nat ainda era criança. Lá, o pai tornou-se pastor e a mãe, Perlina Adams, ficou encarregada de tocar o órgão da igreja. Foi a única professora de piano que Nat teve em toda sua vida. Aprendeu tanto jazz como música gospel, sem esquecer a música clássica.

### Carreira na música
Seu primeiro sucesso como cantor foi a gravação em 1943 pela Capitol Records de "Straighten Up and Fly Right" baseada num conto popular negro que seu pai havia usado como tema para um sermão. Vendeu mais de 500 mil cópias. Embora Cole nunca viesse a ser considerado um roqueiro, a canção pode ser vista como antecipando os as primeiras gravações de rock. De fato, Bo Didley, que fez semelhantes transformações de materiais folclóricos creditava Cole como uma influência.

### Carreira na televisão
Em 5 de novembro de 1956, The Nat King Cole Show estreou na NBC-TV. Foi o primeiro programa deste tipo comandado por um afro-americano, causando controvérsia na época. Ficou no ar por pouco mais de um ano, mas teve de ser encerrado, por iniciativa do próprio Nat King Cole, por não ter conseguido nenhum patrocínio de âmbito nacional.

### Apresentações no Brasil
Cole fez apresentações no Brasil em 17,18 e 19 de abril de 1959, no estádio do Maracanãzinho e ginásio do Tijuca Tênis Clube (cidade do Rio de Janeiro), com lotações de 20 000 e 11 000 pessoas, respectivamente. Em 21, 23, 24 e 25 de abril do mesmo ano, suas apresentações ocorreram no antigo Teatro Paramount, em São Paulo.
Além disso, fez uma apresentação no Golden Room do hotel Copacabana Palace.
Concedeu diversas entrevistas e participou ainda de mais dois outros eventos: um coquetel promovido pela gravadora Odeon (distribuidora dos LP's da Capitol Records) e um almoço com o então Presidente da República Juscelino Kubitschek, no Palácio das Laranjeiras.

## Imagem pública

### Luta contra o racismo
Cole lutou contra o racismo toda sua vida e raramente apresentou-se em lugares segregacionistas. Em 1956 foi atacado no palco durante um show em Birmingham, Alabama, enquanto cantava "Little Girl", por três membros do North Alabama White Citizens Council que aparentemente tentavam sequestrá-lo. Os três agressores avançaram pelos corredores da plateia. Embora a segurança tenha rapidamente acabado com a invasão, Cole foi derrubado de seu banco e machucou as costas. Ele não acabou o show e nunca mais se apresentou no Sul dos EUA. Os agressores foram julgados e condenados.
Em 1948 comprou uma casa em um condomínio só de brancos nos arredores de Los Angeles. A KKK ateou fogo em uma cruz em frente à sua casa. O conselho do condomínio disse-lhe que não queriam indesejáveis mudando-se para lá. Ele concordou e disse "Eu também não, se eu vir alguém indesejável mudando-se, serei o primeiro a reclamar".
Em 1956 foi contratado para se apresentar em Cuba e quis ficar no Hotel Nacional de Cuba, mas não lhe foi permitido porque tinham restrição (color bar) para negros. Cole honrou seu contrato e seu show no Tropicana foi um grande sucesso. No ano seguinte voltou a Cuba para outro show, cantando várias músicas em espanhol. Hoje existe um tributo a ele na forma de um busto e uma jukebox no Hotel Nacional.

## Doença e morte
Em setembro de 1964, Cole começou a perder peso e desenvolver problemas nas costas. Após uma apresentação no Sands Hotel, em Las Vegas, teve uma crise de dor. Em dezembro do mesmo ano, foi convencido por seus amigos, enquanto trabalhava em São Francisco, a procurar um médico. Foi neste momento que teve um diagnóstico confirmado de câncer maligno no pulmão esquerdo, já em estado avançado, após realizar exame de Raio-X O câncer de Cole estava diretamente ligado ao uso do tabaco por muitos anos e, segundo a equipe médica, lhe restavam apenas alguns meses de vida.[carece de fontes?]
Contrariando a recomendação médica de se afastar do trabalho, Cole continuou em atividade e terminou suas gravações em São Francisco entre os dias 1 e 3 de dezembro, com a orquestra dirigida por Ralph Carmichael. As músicas foram lançadas no álbum L-O-V-E pouco tempo antes de sua morte. Sua filha descobriu posteriormente que este álbum havia sido lançado por Cole para garantir o bem-estar material de sua família.[carece de fontes?]
No dia 7 de dezembro, o cantor deu entrada no Hospital St. John, em Santa Mônica, e iniciou sua radioterapia com cobalto no dia 10. Em 12 de dezembro, o cantor Frank Sinatra o substituiu em uma apresentação no Dorothy Chandler Pavilion, em Los Angeles. Neste período, o quadro de saúde do artista apresentava significativa deterioração, mas a equipe médica concedeu alta para que Cole celebrasse o ano-novo na presença de sua família. Cole recebeu centenas de milhares de cartões-postais e cartas de amigos e fãs após o anúncio do diagnóstico do câncer.[carece de fontes?]
Já na primeira semana de 1965, o cantor voltou ao Hospital St. John continuar com a radioterapia. Em 25 de janeiro, foi submetido a uma cirurgia para a remoção completa do pulmão esquerdo. A revista Billboard, que publica conteúdos relacionados à música nos Estados Unidos, havia escrito que "Nat King Cole recupera-se bem após uma grande cirurgia e... o futuro brilha para "o mestre", de modo para que volte à sua carreira de novo". No entanto, isso não iria acontecer.[carece de fontes?]
No dia dos namorados, Cole e sua esposa deixaram o hospital brevemente para um passeio pela praia. No dia seguinte, 15 de fevereiro de 1965, Nat King Cole morre aos 45 anos. Encontra-se sepultado no cemitério Forest Lawn Memorial Park, em Glendale, mesmo local onde artistas e celebridades como Michael Jackson, Sammy Davis Jr.,  Clark Gable e Walt Disney foram enterrados.[carece de fontes?]

## Filmografia
- Citizen Kane (1941)
- Here Comes Elmer (1943)
- Pistol Packin' Mama (1943)
- Pin Up Girl (1944)
- Stars on Parade (1944)
- Swing in the Saddle (1944)
- See My Lawyer (1945)
- Breakfast in Hollywood (1946)
- Killer Diller (1948)
- Make Believe Ballroom (1949)
- The Blue Gardenia (1953)
- Small Town Girl (1953)
- Rock 'n' Roll Revue (1955)
- Rhythm and Blues Revue (1955)
- Basin Street Revue (1956)
- The Scarlet Hour (1956)
- Istanbul (1957)
- China Gate (1957)
- St. Louis Blues (1958)
- Night of the Quarter Moon (1959)
- Schlager-Raketen (1960)
- Cat Ballou (1965)

### Em bandas sonoras
- Watchmen (2009)